# Phyllonorycter trifoliella
Phyllonorycter trifoliella är en fjärilsart som först beskrevs av Aleksey Maksimovich Gerasimov 1933.  Phyllonorycter trifoliella ingår i släktet guldmalar, och familjen styltmalar.
Artens utbredningsområde är:
- Estland.
- Lettland.
- Litauen.

Inga underarter finns listade i Catalogue of Life.